# Dagmar Podkonická
Dagmar Podkonická, uměleckým jménem Sylva Schneiderová (* 16. června 1969) je česká zpěvačka a herečka. Známá je např. z muzikálů Tři mušketýři nebo Kleopatra. V současnosti zpívá ve skupině trio Triny .

## Diskografie
- 1993 Hledej svůj strom – Sylva Schneiderová - Presston cd- PB 0017 - 2331, EAN 8 595006 220467, CD
- 2001 Gipsy Streams – Triny – Supraphon SU5354-2, EAN 0 99925 53542 1, CD [2][3]
- 2005 Aven – Triny – Indies records EAN 8 595026 628229, CD [4][5]

### Kompilace
- 1991 Drahý můj.. – Country beat Jiřího Brabce 1967–1991 - Supraphon, - 20. Let The Music Lift You Up – Sylva Schneiderová
- 2003 Rebelové – Sony Music/Bonton, CD - 23. Řekni, kde ty kytky jsou (Where Have All The Flowers Gone) – Sylva Schneiderova
- 2004 Lásko má – Karel Gott – Supraphon SU 5503-2 312, EAN 099925550325, 2CD -12. Párkrát mlčet (All I Ask Of You) – Karel Gott a Sylva Schneiderová[6]
- 2008 Posel dobrých zpráv, Komplet 32 – Karel Gott - Supraphon SU 5884-2 312, EAN 099925588427, 2CD - 18. Párkrát mlčet (All I Ask Of You) – Karel Gott a Sylva Schneiderová
- 2008 Zůstanu svůj, Hity 80. let – Karel Gott – Supraphon SU 7092-9 311, EAN 099925709297, DVD - 15. Párkrát mlčet (All I Ask Of You) – Karel Gott a Sylva Schneiderová

## Muzikály
- 451° Fahrenheita ...Mildred (1994)
- Dracula ...Nymfa (1995–1996) [7]
- Krysař ...Rózi (1996–1998)
- Tři mušketýři ...Mylady
- Kleopatra ...Fulvia [8]